# Hälsö

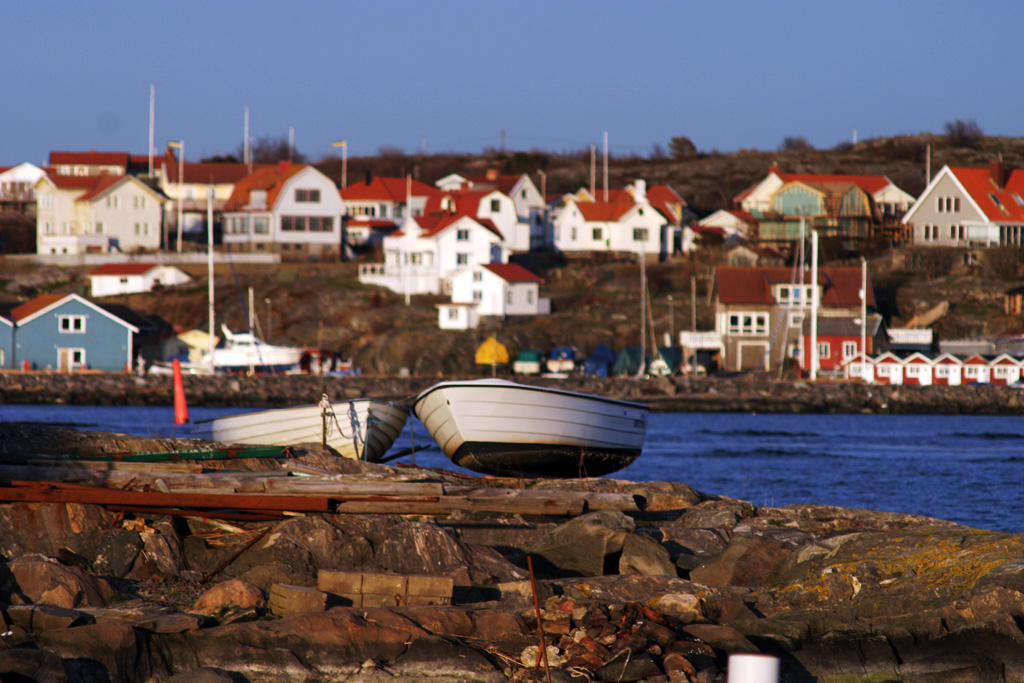
Utsikt mot Skarvik på Björkö.

Hälsö är en ö och tätort i Öckerö kommun.
På öns sydsida kan man färdas till Öckerö med bro, och sedan vidare till Hönö för att ta färjan till Hisingen och fastlandet.

## Historia
Ön kallades tidigare Hällesö, vilket kommer från berghällarna utefter stränderna.
Varvsindustrin etablerades här i början av 1900-talet.
Det var Fiskebåten GG 195 Normy från Hälsö som efter nästan 3 veckors intensivt sökande hittade den minsprängda Ubåten Ulven den 5 maj 1943. Ulven sprängdes och gick till botten med man och allt när hon kolliderade med en mina sydväst om Stora Pölsan.
Hälsö var och är beläget i Öckerö socken och ingick efter kommunreformen 1862 i Öckerö landskommun. I denna inrättades för ön/orten 3 september 1915 Hälsö municipalsamhälle som sedan upplöstes 31 december 1959.
Flera gånger har Hälsö varit skärgårdsmästare i skärgårdscupen i fotboll.

### Befolkningsutveckling
| Befolkningsutvecklingen i Hälsö 1960–2020 | Befolkningsutvecklingen i Hälsö 1960–2020 | Befolkningsutvecklingen i Hälsö 1960–2020 | Befolkningsutvecklingen i Hälsö 1960–2020 | Befolkningsutvecklingen i Hälsö 1960–2020 |
| ----------------------------------------- | ----------------------------------------- | ----------------------------------------- | ----------------------------------------- | ----------------------------------------- |
|                                           |                                           |                                           |                                           |                                           |
| År                                        |                                           |                                           | Folkmängd                                 | Areal (ha)                                |
| 1960                                      | 1960                                      |                                           | 542                                       |                                           |
| 1965                                      | 1965                                      |                                           | 515                                       |                                           |
| 1970                                      | 1970                                      |                                           | 520                                       |                                           |
| 1975                                      | 1975                                      |                                           | 576                                       |                                           |
| 1980                                      | 1980                                      |                                           | 573                                       |                                           |
| 1990                                      | 1990                                      |                                           | 600                                       | 51                                        |
| 1995                                      | 1995                                      |                                           | 646                                       | 51                                        |
| 2000                                      | 2000                                      |                                           | 616                                       | 51                                        |
| 2005                                      | 2005                                      |                                           | 614                                       | 51                                        |
| 2010                                      | 2010                                      |                                           | 611                                       | 51                                        |
| 2015                                      | 2015                                      |                                           | 586                                       | 59                                        |
| 2020                                      | 2020                                      |                                           | 590                                       | 62                                        |
|                                           |                                           |                                           |                                           |                                           |

## Idrott
Den 5 april 1925 grundades fotbollsklubben Hälsö Bollklubb (HBK). I Hälsö Bollklubb fostrades Owe Ohlsson som är IFK Göteborgs femte bäste målskytt genom tiderna och var med i truppen som tog VM-silver 1958. 

## Personer från Hälsö
Skådespelaren Maria Lundqvist har växt upp på Hälsö.
Fotbollsspelaren Owe Ohlsson härstammar från Hälsö.
Hanna Olsson (ishockeyspelare) medlem i svenska damlandslaget och Frölunda HC